# Заблукалі (фільм, 1970)
«Заблукавші» або «Білий корабель» — радянський пропагандистський художній фільм 1970 року, знятий на кіностудії «Талліннфільм».

## Сюжет
Студентська компанія молодих естонських націоналістів слухаючи «західні радіоголоси» потрапляє під вплив ідеолога естонської еміграції радіоведучого Рудольфа Тальгре, який під час війни співробітничав з нацистами і пишається цим, і тепер влаштувався в Швеції. Однак, один з друзів починає сумнівається в правоті «голосу», що призводить до сварки між друзями… Пройшовши через зраду і вбивство, двом з колишніх друзів — Юхану і Лінде — все ж вдасться потрапити в жадану Швецію, де вони дізнаються ціну слів свого ідеологічного наставника.

## У ролях
- Енн Краам — Юхан
- Катрін Кумпан — Лінда
- Кальйо Комиссаров — Енн
- Аго Роо — Олев
- Тину Тепанді — Хейно
- Тину Міківер — Якоб
- Ейнарі Коппель — Рудольф Тальгре
- Гунар Кілгас — Ілмар
- Еллен Алакюла — Улла
- Аарне-Маті Юкскюла — Баррі
- Мікк Міківер — Матті
- Антс Лаутер — Арні Парі
- Вольдемар Куслап — журналіст
- Іта Евер — епізод

## Знімальна група
- Режисер — Кальйо Комиссаров
- Сценаристи — Володимир Вайншток, Павло Фінн
- Оператор — Юрі Гаршнек
- Композитор — Ейно Тамберг
- Художник — Рейн Раамат